# جيم كريستيان
جيم كريستيان (بالإنجليزية: Jim Christian)‏ هو مدرب كرة سلة أمريكي، ولد في 6 فبراير 1965 في بيثباج في الولايات المتحدة.

## روابط خارجية
- جيم كريستيان على موقع كلية كرة السلة في سبورتس رفرنس.كوم (الإنجليزية)
- جيم كريستيان على موقع كلية كرة السلة في سبورتس رفرنس.كوم (الإنجليزية)